# Speed (chaîne de télévision)
Pour les articles homonymes, voir Speed.
Speed (typographié SPEED) était une chaîne de télévision américaine dédiée aux sports mécaniques et à l'automobile. Elle était distribuée sur le câble et le satellite. Son siège social se trouve à Charlotte, en Caroline du Nord. Créée en 1996, elle était diffusée aux États-Unis et au Canada, mais à la suite d'un renommage de la chaîne aux États-Unis en Fox Sports 1 en 2013, elle a conservé son nom au Canada avant d'être renommée Fox Sports Racing (en) le 20 février 2015.

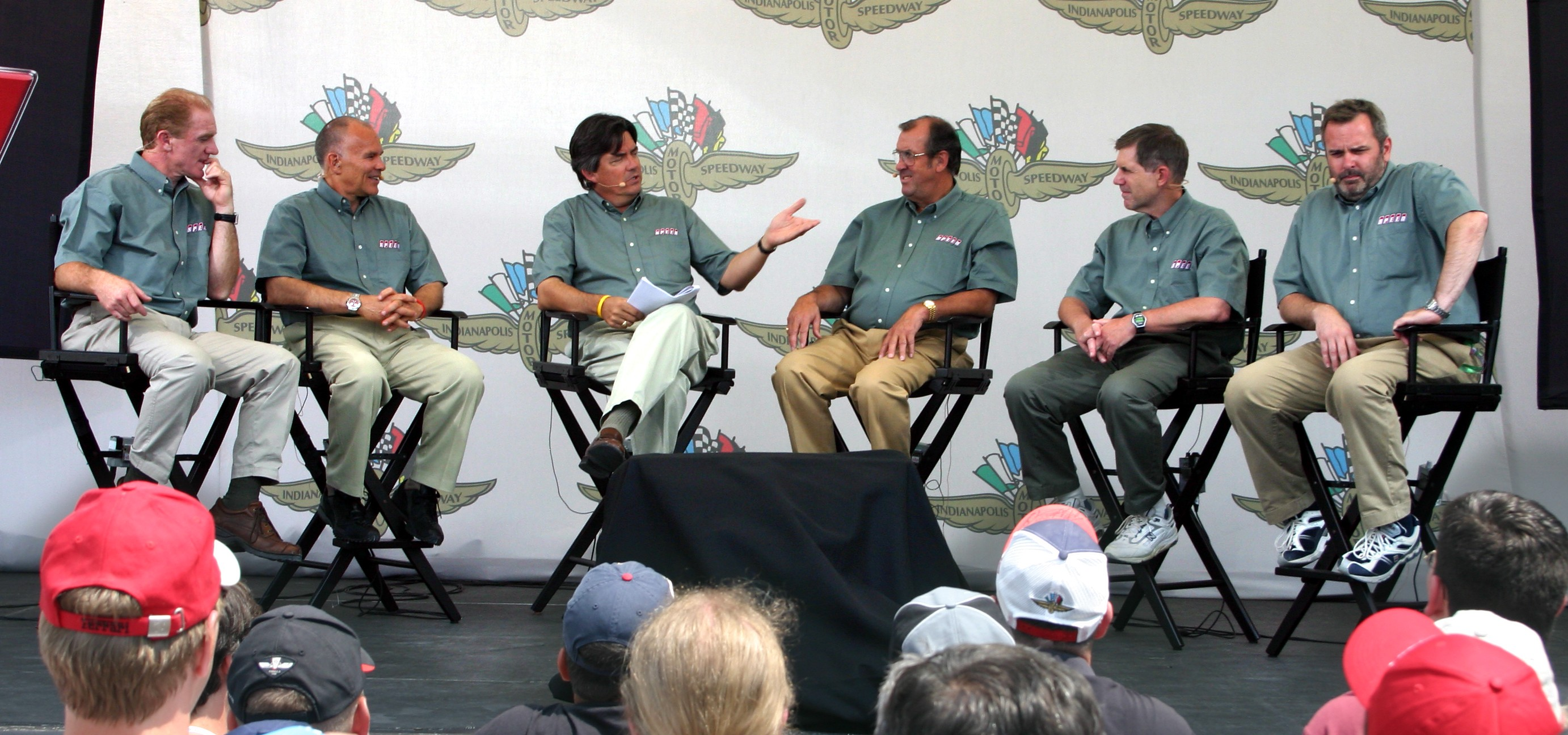
Le plateau des commentateurs de la chaîne lors du GP des États-Unis 2006 de Formule 1

Sa programmation est composée de diffusions, en direct, de compétitions automobiles, dont le championnat de Formule 1 et certaines séries de NASCAR, d'émissions de plateau autour du championnat NASCAR, de programmes de téléréalité autour de l'automobile et la mécanique, et d'un bulletin hebdomadaire d'information sur l'actualité automobile.
La chaîne a les droits de diffusion exclusifs, pour le territoire américain, des 24 Heures de Daytona, des 24 Heures du Mans, du Petit Le Mans, de la course NASCAR Sprint All-Star Race (en), du Budweiser Duel (en) de Daytona et des Camping World Truck Series.
Speed a retransmis jusqu'en 2007, durant la période hivernale, des compétitions de bobsleigh, de luge et de skeleton.

## Fox Sports 1
Le 5 mars 2013, Fox annonce que la chaîne deviendra Fox Sports 1 à partir du 17 août 2013 dans une réorganisation de ses chaînes afin de diffuser un éventail plus large de sports et faire compétition à ESPN, CBS Sports Network et NBC Sports Network. Par conséquent, les contrats avec les différents fournisseurs américains ont été renégociés avec les principaux fournisseurs (DirecTV, Dish Network, Time Warner Cable. Par contre, Fox continuera de diffuser une chaîne alternative de Speed pour les fournisseurs dont aucune entente n'a été conclue pour distribuer Fox Sports 1.

## Canada
En tant que Speedvision, la chaîne a été ajoutée en 1997 à la liste des services admissibles pour diffusion au Canada. Puisque les droits exclusifs de diffusion au Canada sur certains sports, comme la Formule 1, appartiennent à TSN, le signal canadien de Speed diffuse une programmation alternative.
Après le lancement de Fox Sports 1, la chaîne alternative de Speed continuera d'être distribuée au Canada, à la différence que seules les courses de NASCAR en direct et émissions de véhicules motorisés produites par Fox Sports 1 et 2 seront présentés sur la version canadienne de Speed, mais pas sur la version de Speed fournie aux câblodistibuteurs américains qui n'ont pas signé d'entente pour Fox Sports 1.